# La Libertad, Suchiate
La Libertad är en ort i Mexiko.   Den ligger i kommunen Suchiate och delstaten Chiapas, i den sydöstra delen av landet, 900 km sydost om huvudstaden Mexico City. La Libertad ligger 16 meter över havet och antalet invånare är 4 393.
Terrängen runt La Libertad är mycket platt. Runt La Libertad är det ganska tätbefolkat, med 129 invånare per kvadratkilometer. Närmaste större samhälle är Brisas Barra de Suchiate, 7,0 km sydväst om La Libertad. I omgivningarna runt La Libertad växer i huvudsak städsegrön lövskog.